# Fullösa socken
Fullösa socken i Västergötland ingick i Kinne härad och området ingår sedan 1971 i Götene kommun och motsvarar från 2016 Fullösa distrikt.
Socknens areal är 19,58 kvadratkilometer varav 19,51 land. År 2000 fanns här 386 invånare. Orten Gössäter samt kyrkbyn Fullösa med sockenkyrkan Fullösa kyrka ligger i socknen.

## Administrativ historik
Socknen har medeltida ursprung. Omkring 1545 införlivades Bolums socken.
Vid kommunreformen 1862 övergick socknens ansvar för de kyrkliga frågorna till Fullösa församling och för de borgerliga frågorna bildades Fullösa landskommun. Landskommunen uppgick 1952 i Kinnekulle landskommun som 1967 uppgick i Götene köping som 1971 ombildades till Götene kommun. Församlingen uppgick 2002 i Kinnekulle församling.
1 januari 2016 inrättades distriktet Fullösa, med samma omfattning som församlingen hade 1999/2000.  
Socknen har tillhört län, fögderier, tingslag och domsagor enligt vad som beskrivs i artikeln Kinne härad. De indelta soldaterna tillhörde Skaraborgs regemente, Höjentorps kompani och Västgöta regemente, Vadsbo kompani.

## Geografi
Fullösa socken ligger öster om Kinnekulle kring Sjöråsån. Socknen är en odlingsbygd med inslag av skog.

## Fornlämningar
Boplatser från stenåldern är funna. Från järnåldern finns ett gravfält och domarring.

## Namnet
Namnet skrevs 1290 Fuldälöso och kommer från kyrkbyn. Efterleden är lösa, 'glänta; äng'. Förleden kan innehålla ett äldre ånamn, Fuld, 'den breda' eller Full, 'den vattenrika' då syftande på Svartån.